# Mașinism

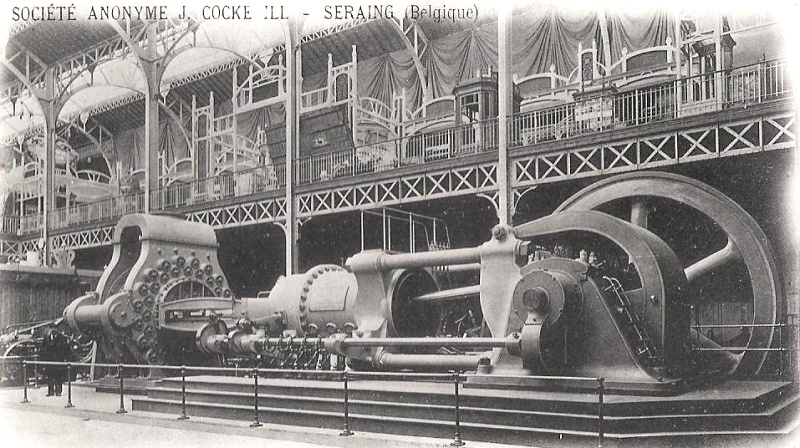
O mașină-suflantă, care a obținut marele premiu la Expoziția Universală de la Paris (1900)

Mașinismul este un termen care a apărut la mijlocul secolului al XIX-lea pentru a desemna rolul în creștere al mașinilor în viața social-economică a oamenilor și în special în toate cele trei sectoare economice: agricultură, industrie și sectorul terțiar. El este un sinonim al cuvântului „mecanizare”.
Încă de la începutul secolului al XIX-lea creșterea utilizării mașinilor în Marea Britanie a generat o teamă difuză în rândul populației față de aceste mașini, după cum o demonstrează luddismul, dar abia la începutul secolului al XX-lea i-a făcut pe intelectuali să-și pună o serie de întrebări cu privire la natura „progresul tehnic” și a semnificației cuvântului „progres”.
Termenul „mașinism” a dispărut din terminologia științelor umaniste în a doua jumătate a secolului al XX-lea, când, odată cu apariția informaticii, mașinile au fost dotate cu un anumit grad de inteligență care le-a asigurat o anumită autonomie, făcând să fie desemnate cu numele de „tehnologii”. 

## Originea cuvântului
În 1843 istoricul francez Jules Michelet avansa ideea că mașinile nu uzează doar trupurile, ci și spiritele oamenilor. Astfel el a scris următoarele în Le Peuple: „geniul mecanic, care a simplificat și lărgit viața modernă, într-o ordinea materială, nu se aplică spiritului, fără a-l slăbi și deranja. Din toate părțile, văd mașini intelectuale care vin în ajutorul nostru (și) vă fac să credeți că vă cunosc (...). Această populație nefericită aservită mașinilor cuprinde patru sute de mii de suflete sau ceva mai mult. (...) Extinderea mașinismului, pentru a desemna acest sistem printr-un cuvânt, ar trebui să producă teamă? Va deveni Franța, în acest sens, o Anglie?”

## Critici
Mașinismul a făcut obiectul a numeroase critici începând din secolul al XIX-lea, dar acestea nu se referă la productivism, ci doar la capitalism. Astfel, în 1898, anarhistul Jean Grave afirma că mașinile ar putea contribui la fericirea oamenilor dacă acestea nu ar fi fost realizate de burghezie și apoi comandate de exponenții acestei clase sociale: „Dacă mașinile ar aparține tuturor în loc să aparțină unei minorități, le-ați face să lucreze fără pauză și fără odihnă și cu cât ele vor produce mai mult ați fi voi mai fericiți pentru că v-ați putea satisface toate nevoile”.
În comparație cu cuvântul „mecanizare”, care este un sinonim, cuvântul „mașinism” are, în general, o conotație peiorativă. De fapt, criticile aduse acestuia sunt cel mai adesea negative. Începând din anul 1819, economistul elvețian Jean de Sismondi considera nu doar că introducerea noilor mașini aducea beneficii numai patronilor, ci că era în general un fenomen periculos. În 1840, Villermé și Buret, doi observatori ai vieții sociale, au considerat procesul de industrializare ca fiind cauza principală a sărăciei clasei muncitoare, fiind urmați cinci ani mai târziu de Engels, cu puțin timp înainte de a se asocia cu Marx.

## De la mașină la tehnică
În concepția lui Marx, mașinile sunt concepute ca parte integrantă a mijloacelor de producție sau a infrastructurii. Ulterior, majoritatea marxiștilor nu au criticat fenomenului producției în sine (inclusiv mecanizarea), ci doar pe cei care sunt proprietarii mijloacelor de producție, capitaliștii.
Timp de un secol, critica mecanizării a rămas, prin urmare, marginală în comparație cu critica la adresa capitalismului și apoi a dispărut treptat: singurii critici contemporani sunt unii intelectuali și activiști tehnofobi. Pe de altă parte, situația a evoluat după cel de-al Doilea Război Mondial, când a avut loc dezvoltarea roboticii și a informaticii, iar mașinile au fost echipate cu senzori și cu echipamente electronice, astfel încât să acționeze și mai ales să reacționeze în funcție de mediu până când să devină autonome și să fie considerate „inteligente”: critica mașinismului a cedat treptat locul criticii tehnologiei.